# SV 09 Arnstadt
Maillots
Le SV 09 Arnstadt est un club sportif allemand localisé dans la commune de Rudisleben de la ville d’Arnstadt, en Thuringe.
Outre le Football, le club dispose de départements d’Échecs, de Gymnastique, de Natation, de Tennis de table, de Volley-ball
Ce club est le fruit d’une fusion, survenue en 2009, entre le SV Arnstadt Rudisleben et le BC 07 Arnstadt.

## Histoire (football)

### BC 07 Arnstadt
Ce club fut fondé, sous l’appellation Ballspiel-Club 07 Arnstadt, le 10 novembre 1907 au Restaurant "Schellhorns" d’Arnstadt. Ce cercle exista jusqu’à sa dissolution en 1942.
En 1945, tous les clubs allemands furent dissous par les Alliés (voir Directive n°23).

### BSG Motor Rudisleben-Ichterhausen

Ancien logo du BSG Motor Rudisleben-Ichterhausen

Arnstadt et toute la Thuringe se retrouvèrent en zone soviétique puis en RDA à partir d’octobre 1949.
Le 1er septembre 1949 fut fondé la Betriebssportgemeinschaft Podjomnik Rudisleben ou BSG Podjomnik Rudisleben. Le 12 mai 1952, le club fut fusionné avec l’entité du BSG Nafa de la commune voisine de Ichtershausen pour former le BSG Motor Rudisleben-Ichterhausen, plus souvent familièrement appelé Motor Rudisleben.
La section football de ce club s’avéra rapidement compétitive. En 1954, elle accéda à la Bezirksliga Erfurt. La restructuration des ligues est-allemandes fit reculé la Bezirksliga au niveau 4. Motor Rudisleben s’y installa et ne fut jamais menacé de relégation.
De 1956 à 1960, les compétitions de football en RDA furent jouées selon le modèle soviétique, c'est-à-dire du printemps à la fin de l’automne d’une même année calendrier.
En 1958, le club fut vice-champion, puis conquit le titre en 1959 de la Bezirksliga Erfurt. Cela lui permit d’accéder à la II. DDR-Liga. Le cercle n’y resta qu’une saison puis redescendit.
Après la fin de saison 1960 à la fin de l’automne de cette année, les compétitions ne reprirent qu’à la fin de l’été 1961 pour une saison 1961-1962 jouée de manière conventionnelle. À la fin de cet exercice, le Motor Rudisleben remporta un nouveau titre en Bezirksliga. Le club remonta en II. DDR-Liga et s’y classa 7e du Groupe 5 en 1963. La II. DDR-Liga fut alors dissoute et les clubs non promus vers la DDR-Liga furent reversés en Berziksliga.
Le BSG Motor Rudisleben-Ichtershausen remporta la Bezirksliga Erfurt en 1964 et monta en DDR-Liga mais en fut relégué après une seule saison.
Motor Rudisleben joua ensuite treize saisons au 3e niveau. Vice-champion à quatre reprises, il enleva le titre 1968 mais échoua à monter durant le tour final. Dix ans plus tard, il conquit un nouveau titre et accéda à la DDR-Liga.
Il resta au sein de la Division 2 est-allemande, jusqu’au terme de la saison 1983-1984, c'est-à-dire jusqu’au moment où ce niveau fut réduit de 5 à 2 séries. Motor Rudisleben termina 6 points trop courts derrière le Wismut Gera pour pouvoir se maintenir.
Ensuite, le BSG Motor Rudisleben-Ichtershausen resta au dans le milieu du classement de la Bezirksliga Erfurt jusqu’en 1990-1991. Lors de cette dernière saison de l’époque de la RDA, les Bezirksligen furent renommées Landesligen der DDR. Pour cette "dernière" saison, le club avait pris le nom de SV Rudisleben-Ichterhausen, à partir du 14 juin 1990.

### SV Rudisleben-Ichterhausen
À partir de l’été 1991, le SV Rudisleben/Ichterhausen joua en Landesliga Thüringen, soit au 4e niveau de la hiérarchie du football allemand réunifié. Troisième en 1992, le club plongea ensuite au classement.
En 1994, l’instauration des Regionalligen, au 3e niveau, fit reculer toutes les autres ligues inférieures d’un rang.
En vue du championnat 1996-1997, le club changea son nom en SV Rudisleben.
Ayant retrouvé des classements plus intéressants (entre la 3e et la 8e place), le club adopta le nom de SV Arnstadt-Rudisleben à la fin du championnat 1999-2000.

### BC 07 Arnstadt
Le club fut refondé, sous sa dénomination historique de BC 07 Arnstadt, le 17 avril 1993.

### SV Arnstadt-Rudisleben

Ancien logo du SV Arnstadt Rudisleben

À la fin de la saison 2001-2002, le cercle fut relégué en Landesklasse-Ost Thüringen (niveau 6).
Le club végéta deux saisons en milieu de tableau de la Landesklasse-Ost et une dans la Landesklasse West.
Après avoir déjà étroitement collaboré vis-à-vis des équipes de jeunes, le BC 07 Arnstadt et le SV Arnstadt-Rudisleben s’associèrent leurs équipes masculines adultes, durant l’été 2005, pour créer la Sportgemeinschaft SV Arnstadt/Rudisleben/BC 07 Arnstadt ou SG SV Arnstadt Rudisleben/BC 07 Arnstadt.

### SG SV Arnstadt Rudisleben/BC 07 Arnstadt

Ancien logo de la SG SV Arnstadt Rudisleben/BC 07 Arnstadt

Le succès sportif fut au rendez-vous. Lors de la saison 2005-2006, le SG SV Arnstadt Rudisleben/BC 07 Arnstadt termina vice-champion de la Landesklasse-Ost. Sixième du Groupe Ouest la saison suivante, l’association fut championne de la Landesklasse-Ost en 2008.
Ce titre lui permit de remonter en Landeliga Thüringen rebaptisée Thüringer-Liga (6e niveau du football allemand). L’association y termina à une belle 4e place.
En 2009, l’association prit la dénomination de SV 09 Arnstardt.

### SV 09 Arnstadt
Pour sa première saison sous l’appellation SV 09 Arnstardt, l’association se classa à nouveau 4e en Thüringer-Liga.
Pour la saison 2010-2011, la Thüringer-Liga fut rebaptisée Köstritzer-Thüringer-Liga, sponsoring oblige. À la mi-championnat, le SV 09 Arnstardt était en lutte pour éviter la relégation.

## Palmarès

### BSG Motor Ichterhausen-Rudisleben
- Champion de la Bezirksliga Erfurt: 1959, 1962, 1964, 1968, 1978.
- Vice-champion de la Bezirksliga Erfurt: 1958, 1966, 1967, 1972, 1975

### SG SV Arnstadt-Rudisleben/BC 07 Arnstadt
- Champion de la Landesklasse West: 2008.

## Localisation

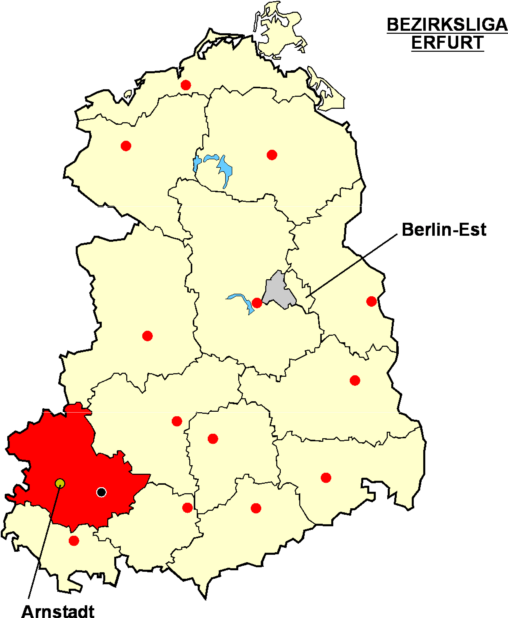
Localisation de Arnstadt dans la "Bezirksliga Erfurt"